# Cyrtopogon montanus
Cyrtopogon montanus är en tvåvingeart som beskrevs av Friedrich Hermann Loew 1874. Cyrtopogon montanus ingår i släktet Cyrtopogon och familjen rovflugor. Inga underarter finns listade i Catalogue of Life.